# Hans Laabs

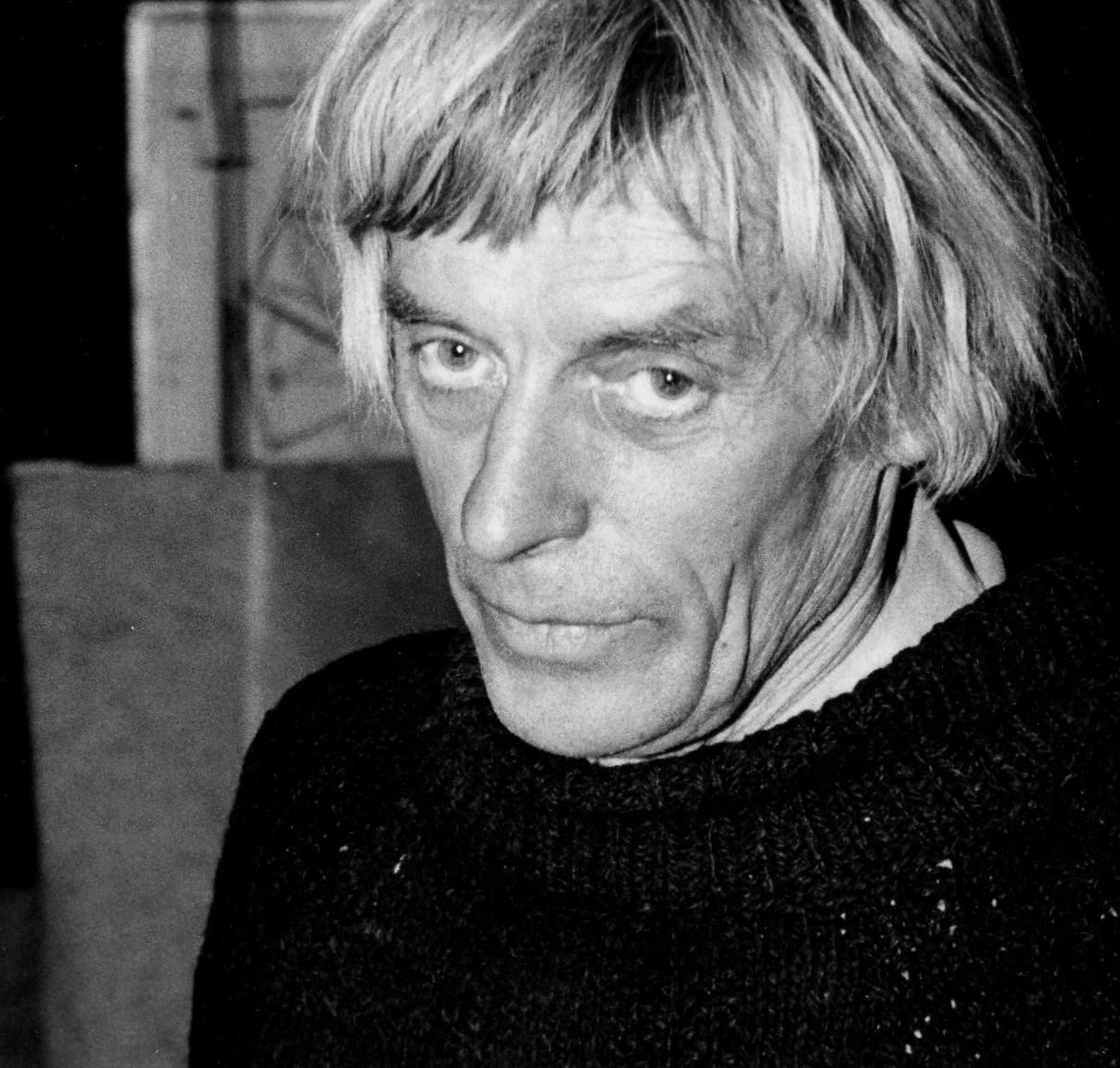
Der Berliner Maler Hans Laabs, ca. 1975

Hans Laabs (* 2. Januar 1915 in Treptow an der Rega, Kreis Greifenberg; † 31. Januar 2004 in Berlin) war ein deutscher Maler.

## Leben
Hans Laabs wurde zu Beginn des Ersten Weltkriegs als drittes von vier Kindern in Treptow an der Rega in Hinterpommern geboren. Seine Vorfahren waren Bauern, sein Vater Beamter, die Mutter Hausfrau. Während seiner Kindheit zeigte er früh Interesse am Zeichnen und Malen und nahm Geigenunterricht. Aber die Berufung zum bildenden Künstler war stärker und so setzte er es trotz anfänglicher Widerstände seitens des Vaters durch, sich 1937 an der Kunstgewerbeschule Stettin zu bewerben, wo er in die Klasse des ehemaligen Bauhaus-Schülers Vincent Weber aufgenommen wurde, bei dem er von 1937 bis 1940 studierte.
Nach dem Zweiten Weltkrieg ging er nach Berlin, wo er Aktkurse bei Peter Fischer (HBK) belegte, Meisterschüler wurde und Privatunterricht bei Oskar Moll nahm. Er bekam ein Stipendium und ab 1947 auch Aufträge der Stadt Berlin. 1948 hatte er seine erste Einzelausstellung. Im Folgenden hatte Laabs diverse, auch internationale Ausstellungen, wobei er insbesondere mit der Galerie Bremer und der Galerie Brusberg (beide in Berlin) über Jahre eng verbunden war.
1949 war Laabs Mitbegründer und Mitakteur des surrealistischen Künstlerkabaretts "Die Badewanne" in Berlin. 1951 wurde er Mitglied der "Neuen Gruppe Berlin".
Von 1953 bis 1983 verbrachte er die Sommer auf der Baleareninsel Ibiza, wo er ein Penthouse mit Blick auf den Hafen und das Meer bewohnte. Die Winter verbrachte er in Berlin, schon um den Kontakt zu seinen zahlreichen Künstlerkollegen und Freunden nicht abbrechen zu lassen, zu denen u. a. Emil Schumacher, Jeanne Mammen, Hans Werner Richter, Hans Uhlmann, Werner Heldt, Alexander Camaro, Heinz Trökes, Bernhard Heiliger, Walter Stöhrer und viele andere zählten. Ab 1984 lebte und arbeitete Laabs wieder überwiegend in Berlin und unternahm regelmäßig Reisen nach Sylt und an die Ostseeküste, dort vorwiegend nach Ahrenshoop.
Hans Laabs starb im Alter von 89 Jahren in Berlin.

## Werk
Das Werk von Hans Laabs besteht zum überwiegenden Teil aus eher kleinformatigen Arbeiten auf Leinwand und Karton, die einen klar definierten Themenkreis umfassen: Stillleben, abstrakte Farb- und Formkompositionen, Köpfe, Figuren und "Seestücke", alles Motive, die für ihn den "Zauber des Einfachen" ausmachten. Suggestive Farbkraft, lineare Formung, konkrete Poesie und Abstraktion sind die Hauptmerkmale, die sein Werk stichwortartig umschreiben. Dazu zeichnen sich die Bilder durch heitere Gelassenheit, Leichtigkeit und sichere Farbkompositionen aus. 
Er selbst sagte dazu: "Die langen Aufenthalte am Mittelmeer haben mein Farbempfinden stark geprägt" und in diesem Zusammenhang: "Ich möchte, dass die Farbe lächelt und zuweilen singt, Ängste haben wir schon genug".
Seine ausschließlich schwarz-weißen fotografischen Arbeiten, die überwiegend im Mittelmeerraum entstanden, weisen ähnlich einfache Motive auf, in welchen scharfe Hell-Dunkel-Kontraste und ausgewogene Kompositionen dominieren. Obwohl sein Werk auch von anderen Künstlern inspiriert wurde, u. a. von Paul Klee, ließ sich Laabs  wenig durch Zeitströmungen in seinem individuellen künstlerischen Konzept beeinflussen, so dass sich seine Bilder in der Gesamtheit kaum einem Stil zuordnen lassen.
Der Museumsleiter der Berlinischen Galerie, Jörn Merkert, nannte ihn "einen heiteren Melancholiker" (Katalog: Berlinische Galerie 2002).

## Ausstellungen und Preise
- Zwischen 1948 und 2002 hatte Laabs 67 Einzelausstellungen in ganz Europa und war an vielen internationalen Gruppenausstellungen beteiligt.
- 1958: Kunstpreis der Stadt Berlin
- 1959: Kunstpreis des Oldenburger Kunstvereins
- 1995 ehrte die Berlinische Galerie den Künstler zu seinem 80. Geburtstag mit einer Retrospektive im Martin-Gropius-Bau.
- 2003: Kritikerpreis Bildende Kunst als Auszeichnung für sein Lebenswerk.